# لوکاس لاندا
لوکاس لاندا (انگلیسی: Lucas Landa؛ زادهٔ ۳ آوریل ۱۹۸۶) بازیکن فوتبال اهل آرژانتین است.
از باشگاه‌هایی که در آن بازی کرده‌است می‌توان به باشگاه فوتبال جیمناسیا لاپلاتا و باشگاه ورزشی بارسلونا اشاره کرد.